# باور
باور (بالبرتغالية: Bauer‏) (21 نوفمبر 1925 ساو باولو البرازيل - 4 فبراير 2007 ساو باولو البرازيل) هو لاعب كرة قدم برازيلي سابق كان يلعب كلاعب وسط، شارك خلال مسيرته في كأس العالم لكرة القدم 1954.

## وصلات خارجية
باور على موقع الاتحاد الدولي (مؤرشف)  (الإنجليزية)
- باور على موقع قاعدة بيانات كرة القدم.إي يو (الإنجليزية)
- باور على موقع ناشيونال فوتبول تيمز (الإنجليزية)
- باور على موقع Soccerway.com (الإنجليزية)
- باور على موقع عالم كرة القدم.نت (الإنجليزية)